# 笠原江梨香
笠原江梨香（平假名：、1990年10月3日—）為日本女子跆拳道選手，靜岡縣伊東市出身，大東文化大學畢業。笠原江梨香曾於2010年廣州亞運跆拳道女子49公斤级獲得銀牌。於2012年倫敦奧運跆拳道女子49公斤级半準決賽以0:14負於中國選手吳靜鈺。